# In hoc signo vinces

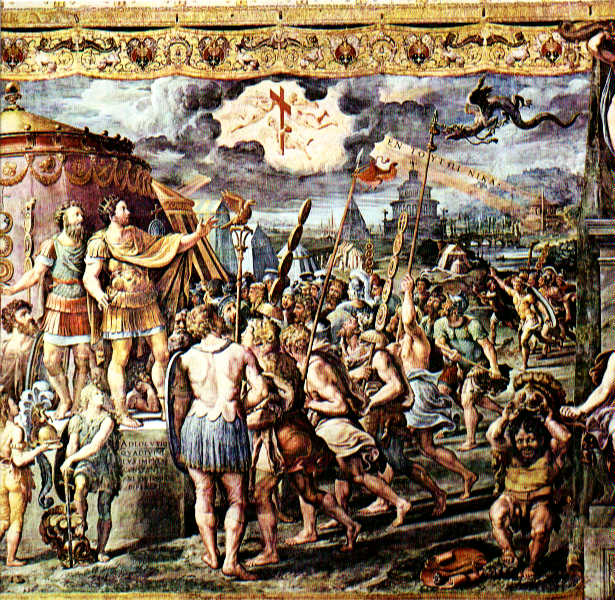
Stanze Vaticane - Raffaello - Apparizione della croce

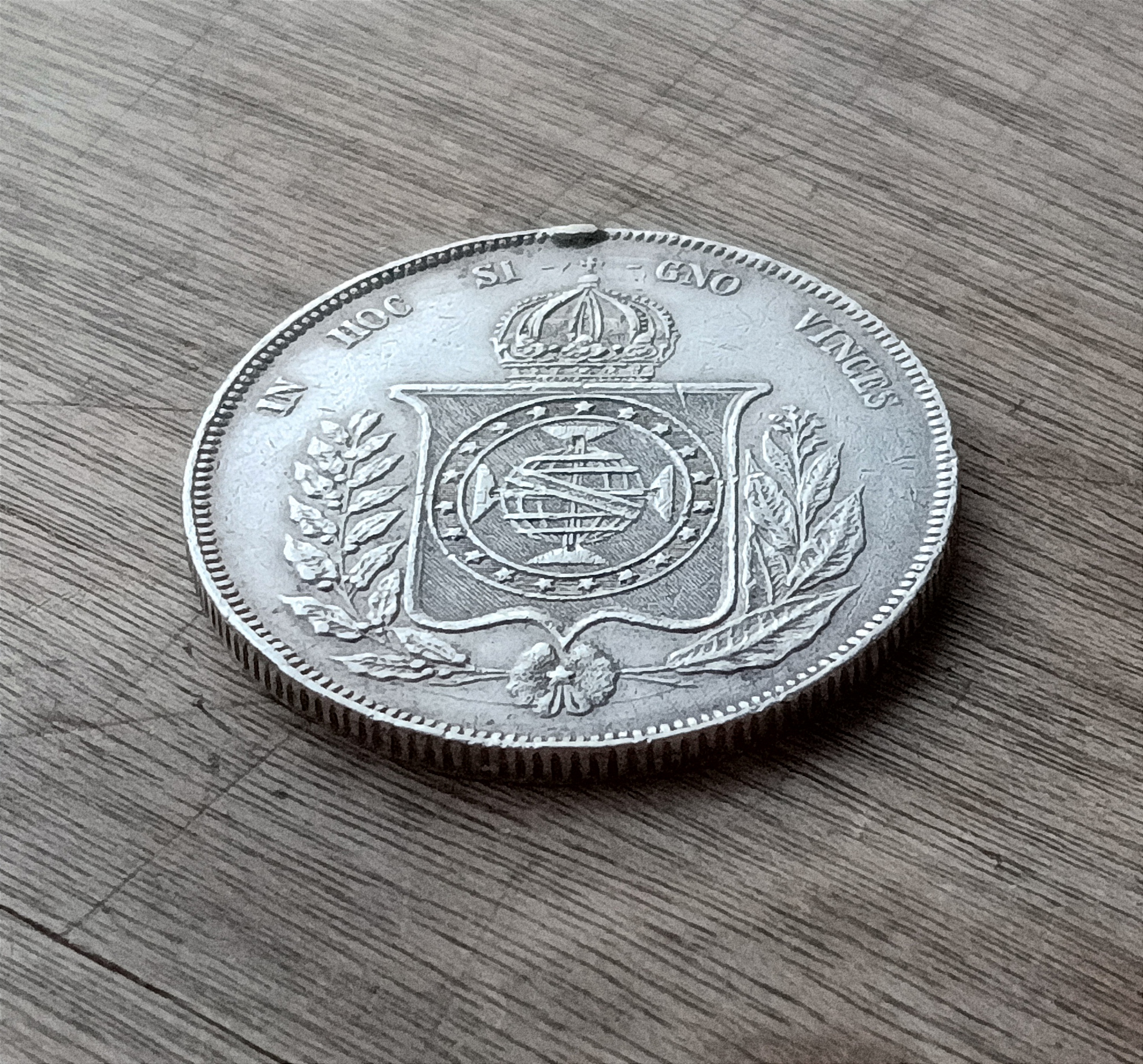
Parte traseira (coroa) de moeda do Segundo reinado do Brasil. Note a frase em latim "in hoc signo vinces".

In hoc signo vinces é a tradução latina da frase grega "ἐν τούτῳ νίκα" (en touto nika) e significa "com este sinal vencerás". Acredita-se que Constantino I adotou essa frase grega "εν τούτῳ νίκα" (in hoc signo vinces) como lema.
O historiador Eusébio de Cesareia, diz que Constantino, ao olhar o sol, viu uma cruz luminosa acima deste, e com ela as letras gregas (X) Chi e (P) Rho, as duas primeiras letras do nome de Cristo, pouco antes da batalha da Ponte Mílvia contra Magêncio, em 28 de Outubro de 312.
O monograma é símbolo dos primeiros cristãos e consiste de um composto das supra citadas letras gregas.

## História
Eusébio de Cesareia também nos descreve o Lábaro, o padrão militar histórico usado por Constantino em guerras mais tarde, contra Licínio, mostrando o sinal da (X) Chi e (P) Rho.

Lábaro de Constantino o Grande

Também foi utilizado como lema da monarquia portuguesa. Segundo a lenda, o rei Afonso I de Portugal viu o signo, o símbolo heráldico de Portugal na Batalha de Ourique, adotando-o como símbolo nacional e como lema por consequência. Esta lenda se conta em "Os Lusíadas" de Luís de Camões.
A frase é o lema no brasão de armas mostrado por João III Sobieski da Polônia e outros membros da linhagem de Sobieski, é também o brasão de armas da nobre irlandesa dinastia O'Donnell de Tyrconnell, está no brasão de armas da Nobre Casa de Vassallo, família descendente dos condes do Império Bizantino. Também está no brasão de armas da cidade de Birkirkara, a maior cidade da ilha de Malta, e da cidade de Bayamon, Porto Rico. A frase também aparece no "brasão" da Pall Mall Cigarros, em conjunto com "per aspera ad astra", significando uma frase latina "Para as estrelas através das dificuldades" ou "Por meio de dificuldades para as estrelas."
A frase também está grafada nas moedas de prata brasileiras do Império do Brasil, ditas do 1º e 2º tipo do 3º sistema monetário, com os valores de 200, 500, 1000 e 2000 Réis.